# 셰르셸 전역 (1531년)
셰르셸 전역은 1531년 7월 신성 로마 제국 황제이자 스페인 국왕인 카를 5세가 알제리 셰르셸을 북아프리카의 교두보로 삼기 위해 안드레아 도리아 제독이 지휘하는 함대를 보내 점령에 나선 군사작전이다.
도리아 휘하의 함대 규모는 갤리선 32척, 갈레온 8척, 브리간틴 5척,  삼각돛배 2척, 기타 함선 3척으로 구성되었다. 여기에 프랑스 함대 소속 갤리선 13척이 안드레아 도리아의 함대에 합류하여 동반 작전을 펼쳤다.
1531년 7월 안드레아 도레아 제독은 제노바를 떠나 1,500명의 병력을 이끌고 셰르셸에 상륙했다. 이후 도시를 점령하고 노예 신세로 있던 기독교도 수백 명을 해방했다. 그러나 제노바군이 약탈에 나서면서 부대가 해체 상태에 놓이자 오스만 측은 이를 기회로 삼아 제노바군을 학살하고 패주시켰다. 오스만 측에 포로로 잡힌 병력은 600명에 달했다.
일부 오스만군은 안드레아 도리아가 끌고 온 갤리선에 총격을 가했다. 이로 인해 도리아는 본인의 함대가 침몰 위기에 처했다는 사실과 병사들이 목숨을 잃었다는 사실에 전의를 상실하고 퇴각하기 시작하였다. 그러나 제노바 인근으로 향하던 도리아 제독의 함대 앞에 오스만측 장군 바르바로스가 지휘하는 갤리선 35척이 나타나 공격에 나서면서 제노바측 갤리선 22척이 불에 탔다.